# Shirli Levi
Shirli Levi (hebräisch שירלי לוי; * 12. Mai 1996 in Rechovot) ist eine israelische Schauspielerin.

## Leben und Karriere
Levi wurde in Rechovot geboren. Ihr Debüt gab sie 2016 in dem Kurzfilm Reached the Sky. Von 2019 bis 2020 bekam sie in der Serie The Top Floor eine Hauptrolle. Bekannt wurde sie vor allem durch ihre Rolle in der Fernsehserie Ziggy. 2022 trat Levi in Pesha Lo Meurgan auf.
Neben ihrer Schauspielkarriere moderierte sie diverse Sendungen auf israelischen TV-Kanälen, darunter HaBidudit und Le le'Anot.

## Filmografie (Auswahl)
- 2016: Reached the Sky (Kurzfilm)
- 2019–2020: The Top Floor (Fernsehserie, 26 Episoden)
- 2020–2021: Ziggy (Fernsehserie, 4 Episoden)
- 2022: Pesha Lo Meurgan (Fernsehserie, 4 Episoden)